# 17e division d'infanterie (Inde)
Pour les articles homonymes, voir 17e division d'infanterie.
La 17e division d'infanterie est une division indienne de l'armée britannique connue notamment pour avoir combattu pendant les trois ans de la campagne de Birmanie lors de la Seconde Guerre mondiale qui fait actuellement partie de l'Armée de terre indienne, commandement est, 33e corps.

## Historique

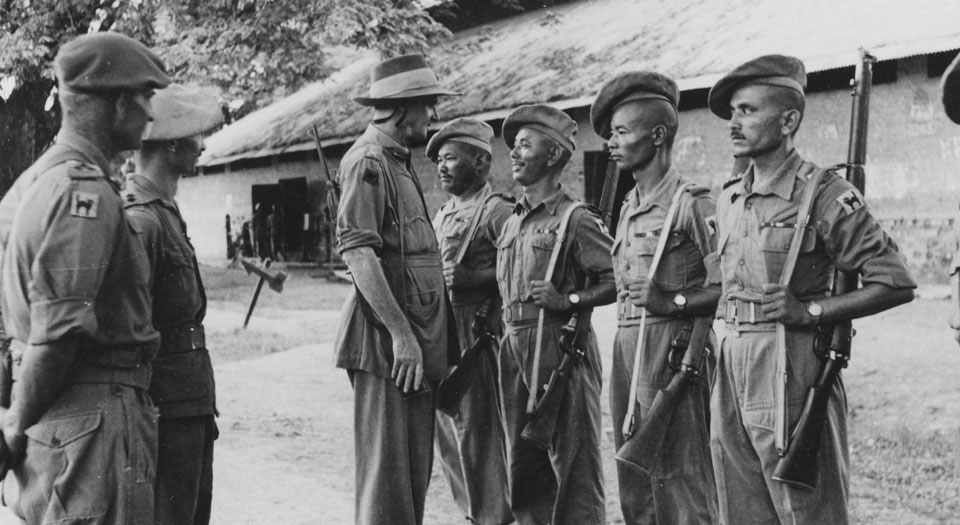
Le général de division Frank Messervy inspecte les troupes de la 17e division d'infanterie en Birmanie, 1944.

La division est créée pour la première fois en 1941, à Ahmednagar en Inde. Elle se composait alors des 44e, 45e et 46e brigades d'infanterie indienne, et était destiné à la garnison de l'Irak. À la fin de l'année, la guerre avec le Japon impérial éclate et la division est divisée ; les 44e et 45e brigades sont envoyées en Malaisie où la 45e brigade combattra dans la bataille de Muar avant que les deux brigades ne soient perdues dans la bataille de Singapour ; la 46e brigade et le QG de la division rejoignent elles la Birmanie, où la division sera renforcée par la 16e brigade d'infanterie indienne. Elle prendra la 2e brigade d'infanterie birmane sous son commandement.

### 1942
Les Japonais attaquent la Birmanie le 22 janvier 1942. Il est vite apparu que les troupes britanniques et indiennes en Birmanie étaient trop peu nombreuses, mal équipées et mal entraînées pour le terrain et les conditions. Après avoir échoué à tenir le col de Kawkareik et Moulmein, la division se replie sur la rivière Bilin, où elle est rejointe par la 48e brigade d'infanterie indienne.
Le Bilin n'était pas une position défensive appropriée, et la division essaye de battre en retraite sur le fleuve Sittang. Des attaques aériennes, une mauvaise organisation et des pannes de véhicules retardent la division, et des partis japonais parviennent à s'infiltrer autour d'eux pour menacer le pont vital sur le Sittang. Le commandant de la division, le général de division John Smyth, est forcé d'ordonner la destruction du pont, la majeure partie de la division étant coupée de l'autre côté de la rivière. Seuls quelques milliers d'hommes sans équipement réussissent à traverser le fleuve. Smyth fut démis de ses fonctions et remplacé par le major général David Tennant Cowan.
La division est renforcée avec la 63e brigade d'infanterie indienne et échappe de peu à l'encerclement ennemi à Rangoun. Après avoir essayé de tenir un front dans la vallée du fleuve Irrawaddy, l'unité bat en retraite au nord dans l'Assam juste avant le début de la mousson, repoussant une tentative d'encerclement japonaise à Kalewa.

### 1943
Pour la saison de campagne de 1943, la division est réorganisée en une formation « légère », avec seulement deux brigades (48e et 63e), soutenues par l'artillerie de montagne, ajoutés à des mules et des jeeps servant uniquement pour le transport. L'unité disputa la région montagneuse et couverte de jungle autour de Tiddim avec un succès mitigé. La division était au bout d'une longue et précaire ligne d'approvisionnement et l'établissement « léger » s'est avéré insuffisant à certains égards. Certains équipements et transports plus lourds furent restaurés.

### 1944
En 1944, les Japonais lancent une invasion majeure de l'Inde. Au cours de la longue bataille d'Imphal, la 17e division se bat avec succès pour sortir de l'encerclement à Tiddim, puis dispute le secteur vital de Bishenpur au sud d'Imphal (en compagnie de la 32e brigade d'infanterie indienne temporairement sous le commandement). En juillet, les Japonais sont affaiblis par de lourdes pertes et la famine, avant de se retirer. Certaines unités de la 17e division avaient subi près de 100% de pertes.
À la fin de la saison de la mousson, la division est temporairement retirée en Inde et réorganisée à nouveau. Les 48e et 63e brigades étaient entièrement équipées de véhicules pour devenir une infanterie motorisée. La 99e brigade d'infanterie indienne a été ajoutée à la division, équipée pour être transportée par des avions Douglas DC-3.

### 1945
Fin février 1945, les éléments moteurs de la division, avec le gros de la 255e brigade de chars indienne sous son commandement, traversent le fleuve Irrawaddy et avancent sur le centre de communications japonais vital de Meiktila. Rejoint par la 99e brigade envoyé par avion dans l'aérodrome capturé à Thabutkon, ils capturent Meiktila en seulement quatre jours. Renforcés par la 9e brigade d'infanterie indienne envoyé dans les aérodromes autour de Meiktila, ils parviennent à résister à un siège japonais. Cette bataille de Meiktila détruisit en grande partie les armées japonaises en Birmanie centrale.
La division chasse la dernière position défensive japonaise à Pyawbwe et avance au sud sur Rangoun. À Pégou, elle écarte les arrière-gardes japonaises, mais reste en deçà de son objectif lorsque la mousson éclate. Rangoun tombera lors un assaut par la mer lors de l'opération Dracula.
Au cours des derniers mois de la campagne, la division participe au nettoyage des derniers bastions japonais en Birmanie. Après la fin de la guerre, des éléments de celui-ci feront partie de la force d'occupation du Commonwealth au Japon (sous Cowan). La division est dissoute en Inde en 1946.

## Après l'indépendance
La division est relancée à Ambala (Inde) le 15 novembre 1960, sous le commandement du major général KS Katoch, MC. Parmi ses nouvelles formations figure la 99e brigade d'infanterie indienne, qui sera bientôt détachée pour servir avec l'ONUC au Congo.
Sous le commandement du major général Candeth, la division participe aux opérations militaires de Goa en 1961.
Le 15 novembre 1963, la division déménage au Sikkim et prend le rôle de gardien d'une partie de la frontière entre le Tibet et l'Inde.

## Anecdotes
La division avait deux signes de formation différents. Le premier était un éclair (blanc) sur fond bleu. Cela fut utilisé jusqu'au milieu de 1942. Ensuite, le signe de formation fut changé en un chat noir sur un fond jaune / orange.
La division était parfois appelée « The Black Cat Division » en fonction de son deuxième signe de formation.

## Ordre de bataille, au1ermai 1944
Officier général commandant - Major-général David Tennent Cowan
Commandant, Royal Artillery - Brigadier the Baron de Robeck
17 Division HQ et Signaux
48e brigade d'infanterie indienne - (Brigadier Ronald Thomas Cameron)
9e bataillon, régiment frontalier
2e bataillon, 5e régiment de fusiliers gorkhas
1er bataillon, 7e régiment de fusiliers gorkhas
63e brigade d'infanterie indienne - (Brigadier Arthur Edward Cumming )
1er bataillon, 3e régiment de fusiliers gorkhas
1er bataillon, 4e régiment de fusiliers gorkhas
1er bataillon, 10e régiment de fusiliers gorkhas
Unités divisionnaires
1er Battalion, West Yorkshire Regiment (ci-joint)
4e Battalion, 12e Frontier Force Regiment (Unité de reconnaissance divisionnaire)
7e Bataillon, 10e Baluch Regiment (unité de défense divisionnaire / mitrailleuse)
129e (Lowland) Jungle Field Regiment, Royal Artillery (RA)
21e régiment de montagne, Royal Indian Artillery (IA)
29e régiment de montagne, IA
82e Régiment antiaérien léger / antichar RA
60e Field Company, Indian Engineers (IE)
70e Field Company, IE
Compagnie de terrain Tehri Garhwal
414e Field Park Company IE

## Brigades affectées
Toutes ces brigades ont été affectées ou attachées à la division à un moment donné pendant la Seconde Guerre mondiale
- 44e brigade d'infanterie indienne
- 45e brigade d'infanterie indienne
- 46e brigade d'infanterie indienne
- 2e brigade d'infanterie birmane
- 16e brigade d'infanterie indienne
- 48e brigade d'infanterie indienne
- 7e brigade blindée
- 63e brigade d'infanterie indienne
- 37e brigade d'infanterie indienne
- 49e brigade d'infanterie indienne
- 32e brigade d'infanterie indienne
- 50e brigade parachutiste indienne
- 99e brigade d'infanterie indienne
- 255e brigade de chars indienne
- 9e brigade d'infanterie indienne[1]